# Shannon (nome)
Shannon  è un nome proprio di persona inglese maschile e femminile.

## Varianti
- Maschili: Shanon[2]
- Femminili: Shanon[2], Shannen[3], Shanna[4], Shana[5], Shannah (rara)[6]

## Origine e diffusione

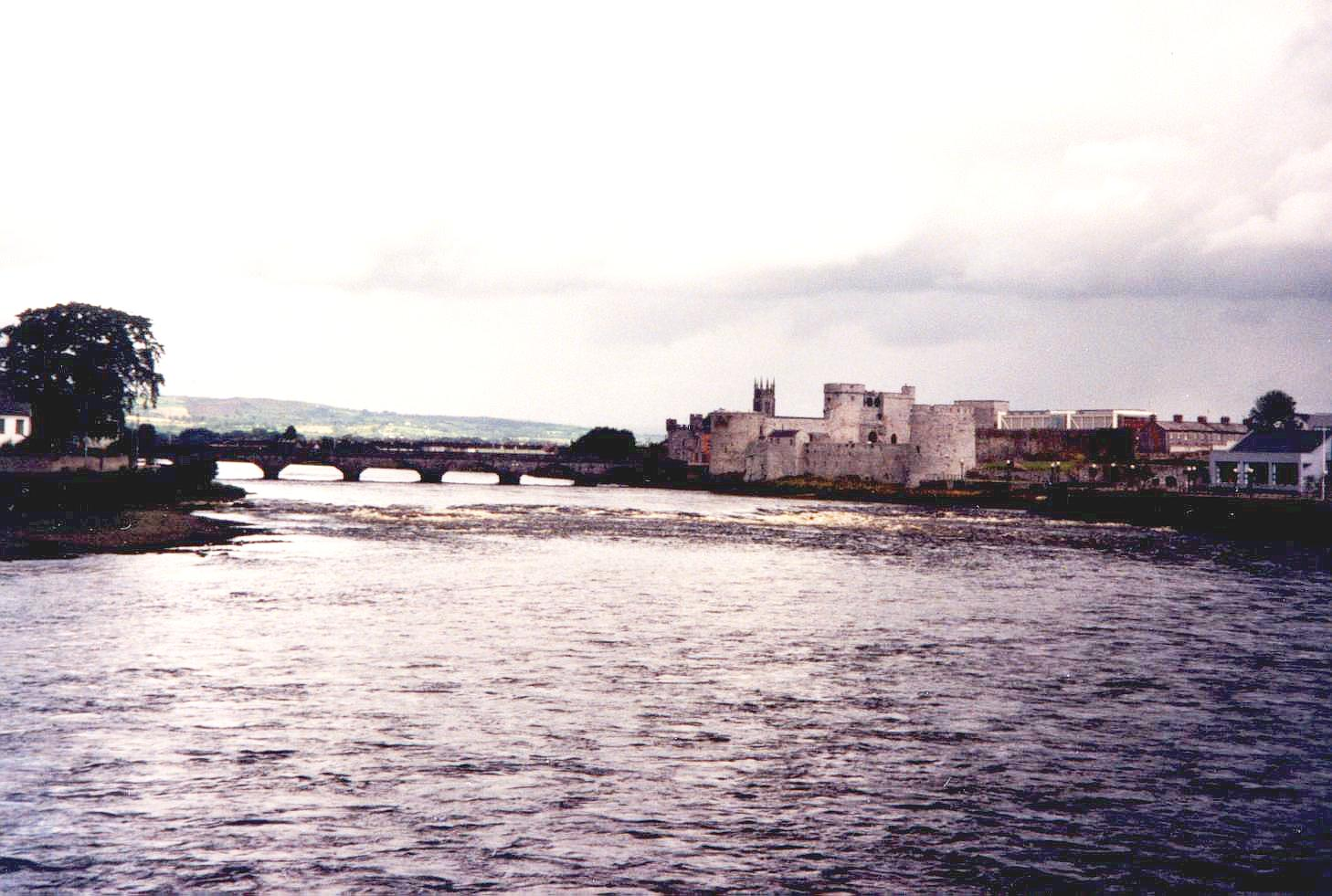
Il fiume Shannon a Limerick

Deriva dal nome del fiume Shannon, il più lungo dell'Irlanda. È composto dagli elementi gaelici seann ("vecchio", "saggio") e abhann ("fiume"); è affine per significato a Väinö.
Come nome proprio di persona, il suo uso si diffuse negli Stati Uniti dopo gli anni 1940; è uno degli svariati nomi ispirati a un fiume, com'è avvenuto anche con Nilo, Clyde, Giordano, Eridano, Volturno e Sabrina.

## Onomastico
L'onomastico può essere festeggiato il 1º novembre, festa di Ognissanti, non essendovi santi con questo nome che è quindi adespota.

## Persone

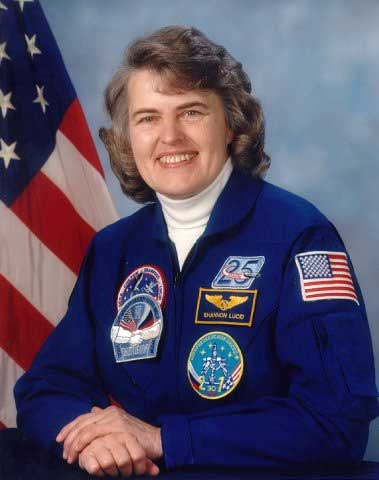
Shannon Lucid

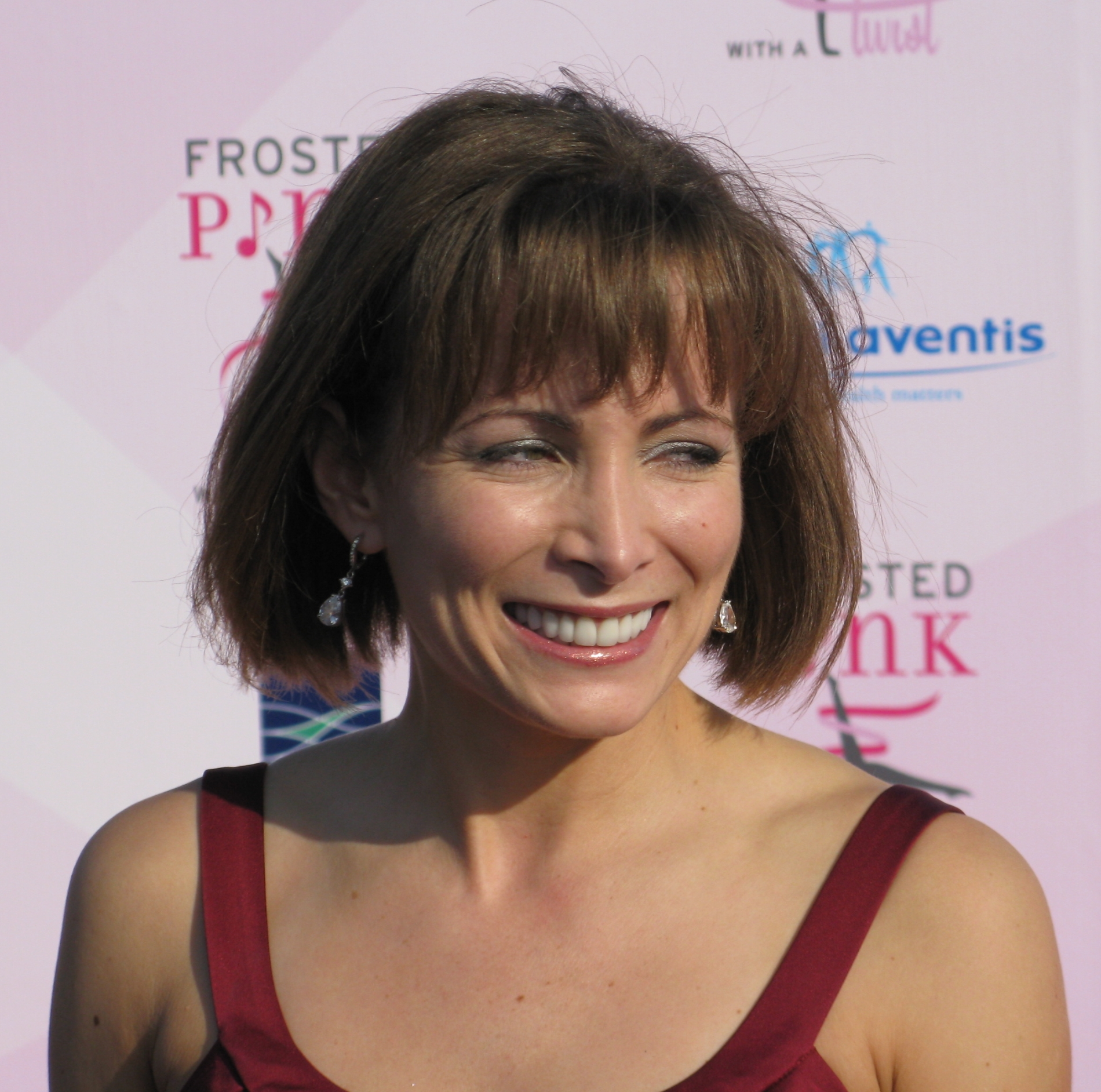
Shannon Miller

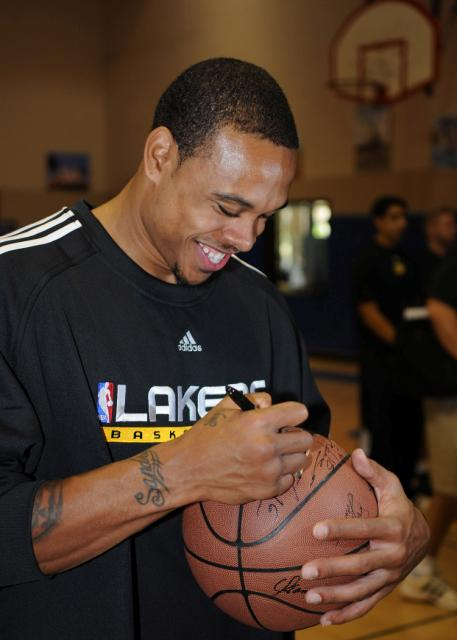
Shannon Brown

### Femminile
- Shannon Bex, cantante statunitense
- Shannon Bobbitt, cestista statunitense
- Shannon Cochran, attrice statunitense
- Shannon Elizabeth, attrice statunitense
- Shannon Johnson, cestista statunitense
- Shannon Kleibrink, giocatrice di curling canadese
- Shannon Lee, attrice statunitense
- Shannon Lucid, astronauta e biochimica statunitense
- Shannon Lucio, attrice statunitense
- Shannon Marketic, modella statunitense
- Shannon McNally, cantautrice statunitense
- Shannon Miller, ginnasta statunitense
- Shannon Ashley Mitchell, vero nome di Shay Mitchell, attrice e modella canadese
- Shannon Nobis, sciatrice statunitense
- Shannon Shakespeare, nuotatrice canadese
- Shannon Tweed, attrice, modella e produttrice cinematografica canadese
- Shannon Walker, astronauta e fisica statunitense
- Shannon Wright, cantautrice statunitense

#### Altre varianti femminili
- Shannen Doherty, attrice statunitense
- Shanna Moakler, attrice e modella statunitense
- Shanna Reed, attrice statunitense
- Shana Zadrick, modella statunitense

### Maschile
- Shannon Briggs, pugile, kickboxer e attore statunitense
- Shannon Brown, cestista statunitense
- Shannon Cole, calciatore australiano
- Shannon Hamm, chitarrista statunitense
- Shannon Hoon, cantante statunitense
- Shannon Larkin, batterista statunitense
- Shannon Leto, batterista, attore e fotografo statunitense
- Shannon Lucas, batterista statunitense
- Shannon Moore, wrestler statunitense

## Il nome nelle arti
- Shanna è un personaggio dei fumetti Marvel Comics.
- Shanna è un personaggio della serie animata Shanna Show.
- Shannon Drake era uno pseudonimo utilizzato dalla scrittrice statunitense Heather Graham Pozzessere.
- Shannon Rutherford è un personaggio della serie televisiva Lost.
- Shana è un personaggio della serie Pokémon .